# حسن باقری
غلامحسین افشردی (۲۵ اسفند ۱۳۳۴ – ۹ بهمن ۱۳۶۱) معروف به حسن باقری، نظامی و روزنامه‌نگار ایرانی بود که در خلال جنگ ایران و عراق به‌عنوان جانشین فرمانده نیروی زمینی سپاه پاسداران فعالیت می‌کرد. وی از فرماندهان ارشد سپاه در عملیات طریق‌القدس، عملیات فتح‌المبین، عملیات رمضان و عملیات بیت‌المقدس بود و نقشی کلیدی در آزادسازی خرمشهر داشت. باقری در بهمن‌ماه ۱۳۶۱ اندکی پیش از آغاز عملیات والفجر مقدماتی، به‌همراه گروهی از اعضای سپاه پاسداران، در حال انجام عملیات شناسایی در منطقه فکه و در سنگر دیده‌بانی، مورد اصابت گلوله خمپاره قرار گرفت و کشته شد. محمد باقری؛ فرمانده سابق ستاد کل نیروهای مسلح، برادر او بود.

## زندگی‌نامه

### ابتدای زندگی
غلامحسین افشردی در ۲۵ اسفند ۱۳۳۴ در نزدیکی میدان خراسان تهران زاده شد. اصالت او به روستای افشرد در شهرستان هریس آذربایجان شرقی می‌رسد. وی دوره دبستان را در مدرسه مترجم الدوله و دوره متوسطه را در دبیرستان مروی به پایان رساند.

### تحصیلات
در سال ۱۳۵۴ پس از اخذ دیپلم ریاضی در رشته دامپروری دانشکده کشاورزی دانشگاه ارومیه تحصیلات دانشگاهی‌اش را آغاز کرد، اما به دلیل فعالیت‌های اسلامی، سیاسی و مشارکت در جلسات سخنرانی، بعد از یک سال و نیم از دانشگاه اخراج شد و بعد از وقوع انقلاب با گرفتن دیپلم ادبی در خرداد ماه ۱۳۵۸ در کنکور سراسری ثبت‌نام کرد و موفق به کسب رتبه ۱۰۴ رشته حقوق قضایی در دانشگاه تهران شد.

### خدمت سربازی
افشردی در اسفند ۱۳۵۶ جهت انجام خدمت در دوره ضرورت به سربازی اعزام گردید و پس از اتمام دوره آموزشی در پادگان جلدیان نقده به ایلام منتقل گردید. او در طول خدمت سربازی با علمای شهر ایلام و به‌خصوص صدری (امام جمعه پیشین ایلام) رابطه نزدیک داشت، به طوری که اخبار و موضوعات پادگان را در اختیار ایشان قرار می‌داد، که این موضوع باعث شد که از باقری به عنوان راننده یک افسر جز، استفاده خدمتی به عمل آید، تا از موضوعات مهم نظامی به دور بماند. سرانجام در سال ۱۳۵۷ در پی فرمان روح‌الله خمینی مبنی بر فرار سربازها از پادگان‌ها، با استفاده از غفلت مأموران از سربازی فرار کرد. وی در خلال وقوع انقلاب، به همراه سایر اعضای خانواده و دوستانش، در تصرف کلانتری ۱۴ و پادگان عشرت‌آباد در تهران حضور داشت.

### ازدواج
حسن باقری در مرداد ۱۳۶۰ با پروین داعی‌پور ازدواج کرد و در شهریور سال بعد صاحب دختری شد که او را «نرگس» نامید.

### کشته‌شدن
غلامحسین افشردی در تاریخ ۹ بهمن‌ماه ۱۳۶۱ اندکی پیش از آغاز عملیات والفجر مقدماتی، به‌همراه گروهی از اعضای سپاه پاسداران، در حال انجام عملیات شناسایی در منطقه فکه و در سنگر دیده‌بانی، مورد اصابت گلوله خمپاره قرار گرفت و کشته شد. همچنین در پی برخورد گلوله خمپاره، توکل قلاوند (معاون اطلاعات قرارگاه نجف) و مجید بقایی نیز کشته شدند و مرتضی صفاری هم به‌شدت مجروح گردید. حسن باقری در هنگام درگذشت ۲۶ سال داشت. محل دفن وی، قطعهٔ ۲۴ گلزار شهدای بهشت زهرا است. بزرگ‌راهی در تهران به یادبود وی، نام‌گذاری شده است.

## پس از انقلاب

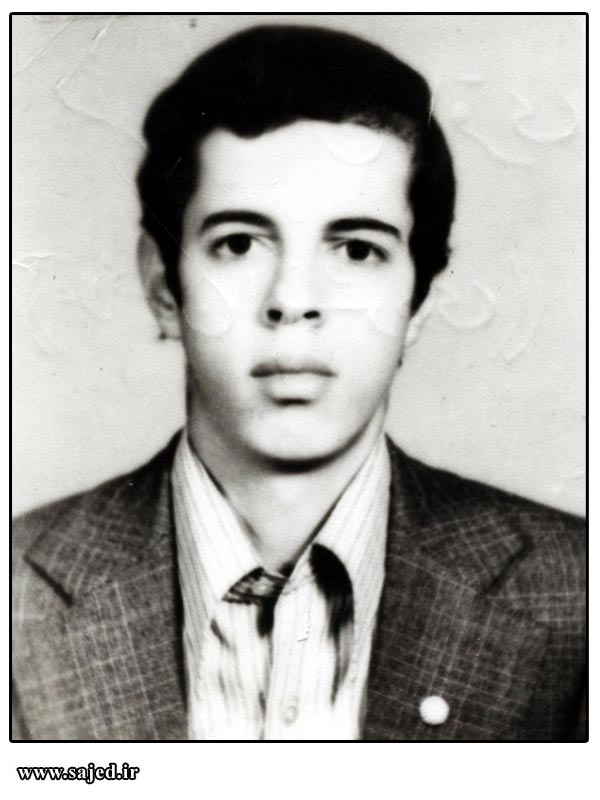
حسن باقری در دوران نوجوانی

وی تا خرداد ۱۳۵۸ در کمیته انقلاب اسلامی و برخی نهادهای دیگر فعالیت داشت. در سال ۱۳۵۸ با ورود به روزنامه جمهوری اسلامی در سرویس فرهنگی و سیاسی، فعالیت خود را آغاز کرد. در این مدت بنا به دعوت سازمان ملل، از طرف این روزنامه به عنوان خبرنگار، سفر ۱۵ روزه‌ای به لبنان و اردن انجام داد و طی این سفر، گزارش تحلیلی جامعی از اوضاع نابسامان مسلمانان در آن منطقه تهیه کرد. پس از بازگشت در خرداد ماه سال ۱۳۵۸، دیپلم ادبی گرفت و سپس دوباره در امتحان وررودی دانشگاه‌ها شرکت کرد و با رتبه ۱۰۴ در رشته حقوق قضایی دانشگاه تهران قبول شد.
وی اوایل ۱۳۵۹ به استخدام سپاه پاسداران انقلاب اسلامی درآمد. در همان سال با آغاز فعالیتش در اطلاعات سپاه، نام مستعار حسن باقری را برای خود برگزید. وظیفه او در اطلاعات سپاه شناسایی گروهک‌ها بود. محسن رضایی میرقائد مسئول وقت اطلاعات کل سپاه، نام مستعار حسن باقری را برای وی برگزید.

## دوران جنگ
با شروع جنگ ایران و عراق، در روز ۱ مهر ۱۳۵۹، به همراه عده‌ای از اعضای سپاه پاسداران در هنگامی که جایگاه نیروهای عراق در خوزستان تثبیت شده بود، راهی جنوب کشور شد. رحیم صفوی، حسن باقری را از فرماندهان نابغه سپاه پاسداران انقلاب اسلامی می‌داند. در دورانی که در جنگ حضور داشت با استفاده از تجربیاتی که در زمان خبرنگاری خود در ایران و لبنان به دست آورده بود، به جمع‌آوری اطلاعات، نقشه‌ها و کالک‌های عملیاتی و ضبط صدا در جبهه‌های ایران پرداخت و این اسناد را به گزارش‌های سازمان‌یافته تبدیل کرد.

### واحد اطلاعات و رزمی
وی در اول مهرماه ۱۳۵۹ راهی جبهه جنوب شد و از بدو ورود اقدام به راه‌اندازی واحد اطلاعات رزمی کرد. او خود شخصاً بارها جهت دستیابی به اطلاعات از وضعیت دشمن به مواضع یگان‌های سپاه سوم ارتش بعث نفوذ می‌کرد.
حسن باقری مؤسس واحد اطلاعات و عملیات سپاه است. وی از ابتدای ورودش به اهواز در پایگاه منتظران شهادت، به منظور دستیابی به اطلاعات مناسب از موقعیت دشمن، به همراه عناصر اطلاعاتی، به جمع‌آوری نقشه‌ها و پیاده کردن وضعیت مناطق عملیاتی روی آن‌ها پرداخت. فعالیت‌های او در این زمینه با سازماندهی عناصر اطلاعاتی و برگزاری آموزش مختصری برای آن‌ها، منجر به راه‌اندازی واحد اطلاعات و عملیات در ستاد عملیات جنوب گردید. این واحدها پس از گذشت حدود ۳ ماه از شروع جنگ، در تمامی محورهای جنوب (از آبادان تا دزفول) مستقر شدند.
حسن باقری استعداد بالایی در تحلیل اطلاعات دشمن و پیش‌بینی حرکات احتمالی ارتش عراق در آینده را داشت. از آن جمله پیش‌بینی وی در دی ماه سال ۱۳۵۹ مبنی بر حرکت نیروهای ارتش عراق جهت الحاق محور شمال–جنوب منطقه سوسنگرد برای ارتباط جفیر و بستان بود، که عراق در کمتر از یک هفته با نصب پل‌های نظامی متعدد و تلاش گسترده این کار را انجام داد.

### معاونت ستاد عملیات جنوب
حسن باقری در دی‌ماه ۱۳۵۹ به‌عنوان یکی از معاونین ستاد عملیات جنوب انتخاب شد و در شکست محاصره سوسنگرد، فرماندهی عملیات امام مهدی، فتح، ارتفاعات الله‌اکبر و دهلاویه نقش مهمی داشت. این نبردها در شرایطی اجرا می‌شد که عملیات منظم نیروهای خودی با مشکل مواجه شده بود و اغلب بدون نتیجه می‌ماند. پس از برکناری ابوالحسن بنی‌صدر و با توجه به شرایط سیاسی آن زمان در ایران، در اجرای عملیات فرمانده کل قوا شرکت داشت و پس از مجروح شدن یحیی رحیم صفوی، هدایت عملیات را به عهده گرفت.

### فرماندهی محور دارخوین
حسن باقری که فرماندهی محور دارخوین و جاده ماهشهر را در عملیات ثامن‌الائمه برعهده داشت، در عملیات شکست حصر آبادان در طرح‌ریزی، سازماندهی و کسب اخبار و اطلاعات دشمن نقش داشت.

### عملیات طریق‌القدس
در عملیات طریق‌القدس که برای اولین بار قرارگاه مشترک بین سپاه و ارتش تشکیل گردید، او به‌عنوان معاونت فرماندهی کل سپاه در قرارگاه فرماندهی عملیات مشترک حضور یافت.
حسن باقری در مرحله آماده‌سازی عملیات، شب هنگام طی تصادفی، مصدوم شد و به بیمارستان منتقل گردید. برادر او در این مورد می‌گوید:
«در بیمارستان در لحظاتی که معلوم نبود زنده می‌ماند یا خیر و با اینکه به سختی سخن می‌گفت می‌پرسید: پل سابله کارش به کجا کشید؟»
با اینکه یک ماه دستور استراحت مطلق پزشکی به او داده بودند، وی پس از یک هفته بیمارستان را ترک کرد و به ستاد عملیات جنوب بازگشت.

### فرماندهی قرارگاه نصر

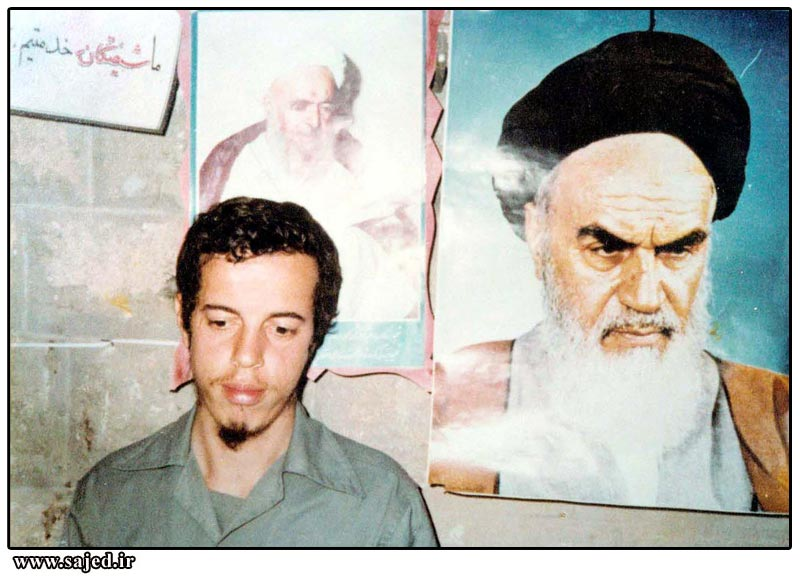
حسن باقری در کنار عکس آیت‌الله خمینی

حسن باقری فرماندهی قرارگاه نصر را در زمان عملیات‌های فتح‌المبین، بیت‌المقدس و رمضان برعهده داشت.

#### عملیات فتح‌المبین
با توجه به وسعت منطقه عملیاتی، قبل از شروع عملیات فتح‌المبین، چهار قرارگاه برای کنترل و هدایت عملیات مشخص گردید. به دلیل حساسیت بیشتر محور شمالی منطقه، حسن باقری به عنوان فرمانده قرارگاه نصر (قرارگاه مشترک ارتش و سپاه) در این جناح انتخاب گردید. در مرحله اول عملیات فتح‌المبین، قرارگاه نصر با موفقیت به تمامی اهداف تعیین شده رسید. همچنین در مرحله دوم عملیات نیز، ارتفاعات رادار (ابوصلبی‌خات) را تصرف کردند.

#### عملیات بیت‌المقدس
حسن باقری طرح عملیات بیت‌المقدس را برای آزادسازی خرمشهر در قرارگاه کربلا و در جمع سایر فرماندهان ارائه کرد. در این طرح قرار شد، ۴۰ تا ۵۰ هزار نیرو را از رودخانه کارون، شبانه به مواضع دشمن انتقال داده تا نقاط اصلی دشمن را به دست بگیرند. طرح این عملیات ۲۰ شبانه‌روز در قرارگاه کربلا با حضور فعال حسن باقری، علی صیاد شیرازی، غلامعلی رشید، محسن رضایی، یحیی رحیم صفوی و سایر فرماندهان یگان‌ها و لشکرهای سپاه و ارتش بررسی و تصویب شد.
در جریان آزادسازی خرمشهر در عملیات بیت‌المقدس، نیروهای حسن باقری در قرارگاه نصر، با محاصره دشمن و جلوگیری از پیشروی آنان در ناحیه شلمچه، زمینه محاصره و آزادسازی خرمشهر را توسط قرارگاه فتح فراهم کردند.

#### عملیات رمضان
در جریان عملیات رمضان که در روز ۲۳ تیر ۱۳۶۱ در منطقه عملیاتی شلمچه که شرق بصره محسوب می‌گردید آغاز شد، نیروهای تحت فرماندهی وی با عبور از تله‌های انفجاری و مین، به عمق ۲۷ کیلومتری خاک عراق و به نزدیکی شهر بصره رسیدند.
وی در همین سال در جبهه ماندن را به سفر حج ترجیح داد.

### فرماندهی قرارگاه کربلا
پس از اتمام عملیات رمضان که قرارگاه نصر به عنوان نیروی احتیاط در آن عملیات شرکت داشت، وی از طرف محسن رضایی فرماندهِ وقت کل سپاه به سمت فرماندهی قرارگاه کربلا و جانشین فرماندهی کل در قرارگاه‌های جنوب منصوب گردید. در قرارگاه کربلا ضمن پی ریزی عملیات مسلم بن عقیل، عملیات محرم را نیز طرح‌ریزی کرد. بعد از اتمام موفّقیّت‌آمیز عملیات محرم، به‌عنوان جانشین فرماندهی یگان زمینی سپاه منصوب گردید.

## الگوی مدیریتی

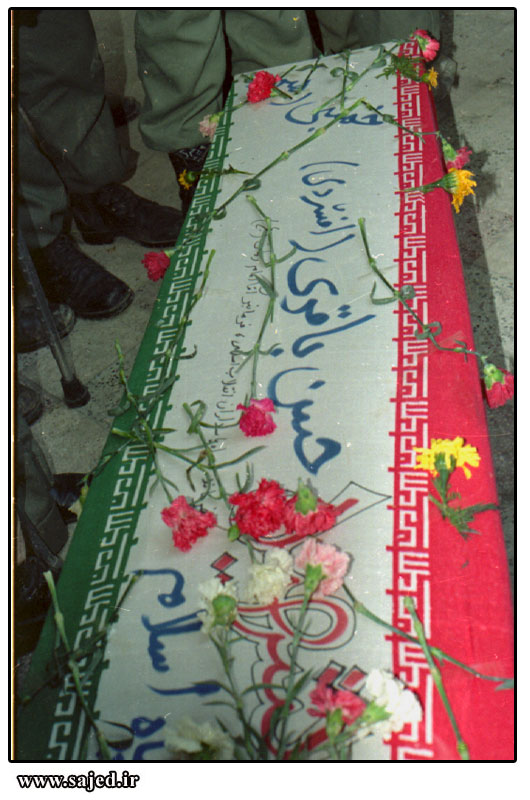
تابوت حسن باقری

افشردی علاقه زیادی به کادر سازی و تربیت نیرو برای فرماندهی داشت. مهدی زین‌الدین از معروفترین پرورش یافتگان اوست که بعدها به فرماندهی لشکر ۱۷ علی ابن ابیطالب رسید. از دیگر پرورش یافتگان باقری، حسینعلی ترکی نخستین فرمانده لشکر ۱۷ علی ابن ابیطالب بود. وی در۶ بهمن ۱۳۶۰ درشوش براثر اصابت خمپاره کشته شد. به عقیده محسن رضایی فرمانده سپاه ایران در زمان جنگ، موفقیت نیروهای مسلح ایران با روش توسعه تجربی حاصل شد که حسن باقری از متخصصان و مبدعین آن بود. این روش موجب تدوین نظام دفاعی شامل اندیشه دفاعی، اصول و قواعد عملیات، دکترین نظامی و اصول و قواعد رزم برای ایران گردید. این روش مبتنی بر اصول منطقی و تجارب پایه در سال اول نبرد نیروهای ایران و عراق بود، که با کمک اصول منطقی از تجارب پایه دانش دفاع انقلابی ساخته می‌شد. مستندسازی تجارب و مفهوم‌سازی تجربی و توسعه دانایی محور اساسی این روش به‌شمار می‌آید.

## آثار پیرامون وی
مهم‌ترین آثاری که تاکنون دربارهٔ حسن باقری منتشر شده است، عبارتند از:
- آخرین روزهای زمستان، مجموعه ده قسمتی تلویزیونی، ۱۳۹۱
- سیرت سرداران (جلد ۱)، سپاه پاسداران انقلاب اسلامی، ۱۳۶۶
- پیراهن سفید، حسن بنی‌عامری، بنیاد حفظ آثار و ارزش‌های دفاع مقدس، ۱۳۷۴
- سقای بسیج، سمیرا اصلان‌پور، کنگره بزرگداشت سرداران شهید استان تهران، ۱۳۷۶
- چشم بیدار حماسه، محمد خسروی، کنگره بزرگداشت سرداران شهید استان تهران، ۱۳۷۶
- چشم جبهه‌ها، سمیرا اصلان‌پور، کنگره بزرگداشت سرداران شهید استان تهران، ۱۳۷۶
- هفت بند التهاب، عباس مشفق کاشانی، کنگره بزرگداشت سرداران شهید استان تهران، ۱۳۷۶
- بی‌کرانه‌ها، عین‌الله کاوندی، کنگره بزرگداشت سرداران شهید استان تهران، ۱۳۷۶
- تا ماه کامل شود، سمیرا اصلان‌پور، کنگره بزرگداشت سرداران شهید استان تهران، ۱۳۷۷
- حماسه‌سازان عصر امام‌خمینی (جلد ۳)، پژوهشکده علوم انسانی و دانشگاه امام حسین، کنگره بزرگداشت سرداران شهید استان تهران، ۱۳۷۷
- گزیده ادبیات داستان معاصر (مجموعه داستان ۱۸)، سمیرا اصلان‌پور، کتاب نیستان، ۱۳۷۸
- نبردهای شرق کارون به روایت فرماندهان، سیدعلی بنی لوحی و هادی مراد پیری، مرکز مطالعات و تحقیقات جنگ، ۱۳۷۹
- یادگاران (جلد ۴: کتاب باقری)، فرزانه مردی، روایت فتح، ۱۳۸۱
- مسافر،[۲۹] داود بختیاری دانشور، دفتر ادبیات و هنر مقاومت، ۱۳۸۱
- خانه کوچک، زندگی بزرگ: گفتگو با پروین داعی‌پور؛ همسر سردار شهید حسن باقری،[۳۰] مرتضی سرهنگی، کمان، ۱۳۸۲
- لوطی و آتش «زندگی نامهٔ سردار شهید حسن باقری»،[۳۱] رحیم مخدومی شربیانی، نشر صریر، ۱۳۸۴
- شهید حسن باقری (غلامحسین افشردی)،[۳۲] غلامعلی رشید و سعید سرمدی، نشر شکیب، ۱۳۸۴
- دکل ابوذر، فتح‌الله جعفری، دفتر ادبیات و هنر مقاومت، ۱۳۸۶
- باقری (به صورت کتابچه)، علی اکبری، نشر یا زهرا، ۱۳۸۷
- نرم‌افزار چند رسانه‌ای حسن باقری، نشر شاهد، ۱۳۸۷
- لوح فشرده یادواره سردار نصر (حسن باقری)، معاونت امور اجتماعی و فرهنگی شهرداری منطقه ۱۳، ۱۳۸۷
- شهید افشردی (باقری)،[۳۳] فرزام شیرزادی، انتشارات مدرسه، ۱۳۸۸

## یادداشت
1. ↑  پس از مرگ به سرلشکر ترفیع داده شد.